# 아라이 슈가
아라이 슈가(일본어: 荒井 秀賀, 1999년 10월 29일~)는 일본의 축구 선수이다.

## 구단 경력
그는 2018년 J리그의 도치기 SC에 입단했다. 2018년 일본 풋볼 리그의 블랑듀 히로사키로 임대 이적했다. 2019년 도치기 SC로 복귀했다. 2021년 오키나와 SV로 이적했다.